# Tempel von Valadier

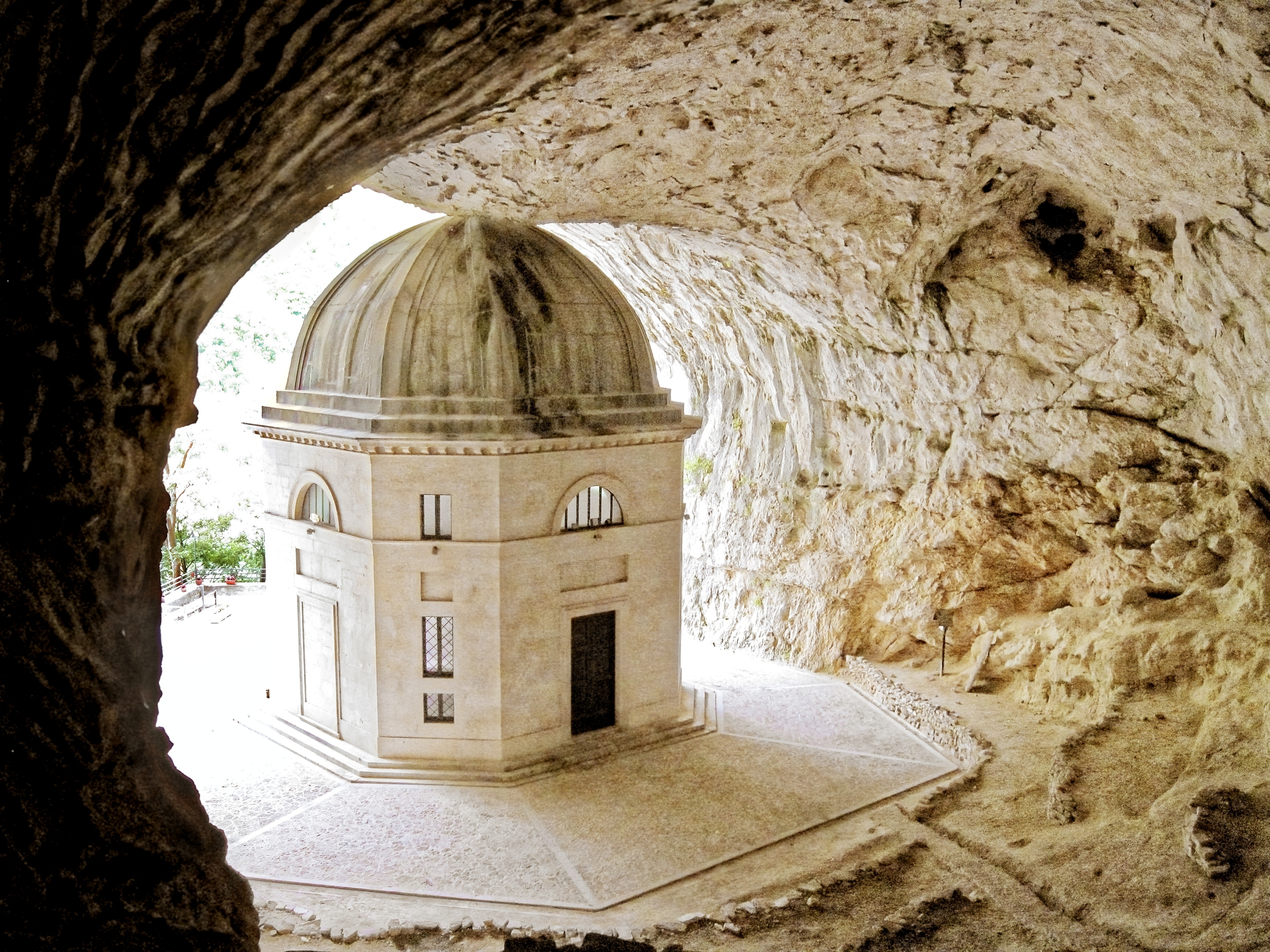
Tempel von Valadier

Der Tempel von Valadier (italienisch Tempio del Valadier) ist eine im Auftrag von Papst Leo XII. errichtete Kirche in Genga. Die Kirche wurde im Jahre 1828 auf der Grundlage eines Entwurfs des Architekten Giuseppe Valadier gebaut.
Die Kirche hat den Grundriss eines Achtecks. Die Dachkuppel ist mit Bleiplatten gedeckt.  Die Kirche wurde in eine Grotte gebaut und besteht aus Travertinblöcken, die aus einem Steinbruch der Frasassi-Grotte stammen. In der Kirche wurde früher eine Marmorstatue der Madonna mit Kind verehrt, die aus der Werkstatt von Antonio Canova stammte. Heute ist die Statue im Museum für sakrale Kunst von Genga ausgestellt, und in der Kirche wurde eine Kopie aufgestellt. In derselben Grotte befindet sich auch die Einsiedelei von Santa Maria Infra Saxa.